# Charles Owen Stone
Charles Owen Stone, avstralski častnik, vojaški pilot in letalski as, * september 1893, Chingford, Essex, † ?.
Nadporočnik Stone je v svoji vojaški karieri dosegel 7 zračnih zmag.

## Življenjepis
Že v njegovem otroštvu se je celotna družina preselila iz Anglije v Avstralijo. Ko je izbruhnila prva svetovna vojna, se je 29. julija 1916 odločil vstopiti v vojaško službo. Ker je bil po poklicu šofer (in tako posedoval mehanično znanje), se je pridružil Avstralskemu letalskega korpusu (Australian Flying Corps); poslan je bil na francosko bojišče, kjer je z letalom S.E.5a v sestavi 2. eskadrilje AFC dosegel 7 zračnih zmag. Po vojni je ostal v Angliji.